# 维尔纳·库比茨基
维尔纳·库比茨基（德語：Werner Kubitzki，1915年4月10日—1994年10月12日），德国男子曲棍球运动员，场上位置是前锋。他曾代表德国参加1936年夏季奥林匹克运动会曲棍球比赛，获得一枚银牌。